# Muara Semerah
Muara Semerah is een bestuurslaag in het regentschap Kerinci van de provincie Jambi, Indonesië. Muara Semerah telt 1715 inwoners (volkstelling 2010).